# Dawn Marie Psaltis
Dawn Marie Psaltis (Rahway, 3 november 1970) is een Amerikaans voormalig professioneel worstelaarster en valet die bekend was in de Extreme Championship Wrestling en World Wrestling Entertainment. Ze was van 1998 tot 2001 actief in de ECW en van 2002 tot 2005 actief in de WWE.

## In het worstelen
- Finishers
  - Corner slingshot splash
  - Sitout facebuster

- Signature moves
  - Atomic drop
  - Headbutt
  - Scoop slam

- Worstelaars managed
  - Tony Atlas
  - Simon Diamond
  - Swinger
  - Lance Storm
  - Impact Players (Justin Credible & Lance Storm)
  - Devon Storm
  - Buddy Landell
  - Steve Corino
  - Johnny Candido

## Prestaties
- World Wrestling Entertainment
  - Sable Invitational Bikini Contest – met Nidia

- Women Superstars Uncensored
  - WSU Hall of Fame (2010)